# اولیویا اسمولیگا
اولیویا اسمولیگا (به انگلیسی: Olivia Smoliga) (زادهٔ ۱۲ اکتبر ۱۹۹۴) شناگر اهل ایالات متحده آمریکا است.